# Keltensammlung des Landesmuseums Württemberg
Die Keltensammlung des Landesmuseums Württemberg ist eine Teilsammlung des Landesmuseums. Seit 2016 heißt diese Schausammlung Wahre Schätze Kelten und hat den Untertitel Prunkgräber und Machtzentren des 7. bis 5. Jahrhunderts vor Christus in Württemberg. Die Präsentation ist eine Gesamtschau zur Kultur der frühen Kelten in Südwestdeutschland und ihrer Vernetzung im prähistorischen Europa. Das Landesmuseum verfügt mit dieser Teilsammlung über einen der weltweit wichtigsten Bestände zu dieser Epoche. Die Machtzentren (sogenannte „Fürstensitze“) dieser keltischen Frühzeit sind geprägt durch monumentale Befestigungen, große Grabhügel in deren näherer Umgebung, repräsentative Bauten und Importwaren aus dem Mittelmeerraum. Die Beigaben aus den zahlreichen Prunkgräbern sind von einzigartiger Bedeutung für die europäische Archäologie und Kulturgeschichte.

## Geschichte
Schon im 16. Jahrhundert gab es aufsehenerregende Funde von goldenen Objekten aus der Nähe des Hohenasperg. Die Nachricht davon führte zu einer ersten offiziellen Grabung. Bis weit in das 19. Jahrhundert waren Schatzgräber – oder private Liebhaberforscher – kennzeichnend für die Vorgeschichtsforschung, die noch keinerlei Wert auf die Erfassung und Auswertung des Fundkontextes legten. Auch die Altertumsvereine, die in der ersten Hälfte des 19. Jahrhunderts entstanden, waren noch nicht wissenschaftlich orientiert. Erst die Neuschaffung des Amtes des Konservators der Kunst- und Altertumsdenkmale 1858 brachte in Württemberg die Wende.
Auf sein Betreiben hin erfolgte im Jahr 1862 die Gründung der Besonderen Sammlung vaterländischer Kunst- und Alterthums-Denkmale – dem heutigen Landesmuseum Württemberg – durch König Wilhelm I.; das war der entscheidende Fortschritt. Diese Institutionalisierung führte zu Grabungen, die vom Landeskonservator begleitet oder initiiert waren und damit endeten, dass die Funde in den Bestand der Sammlung übergingen. Ergänzt wurden diese Funde durch die Übergabe oder Ankäufe sowie Schenkungen von Einzelstücken und Sammlungen von Privatpersonen und Vereinen. Die bemerkenswerteste war die Eigentumsübereignung der Sammlung des Württembergischen Altertumsvereins.
Ab 1917 unterstützte die außerordentliche Professur für Urgeschichte an der Universität Tübingen die Keltenforschung. 1921 fanden die ersten Grabungen auf der Heuneburg bei Hundersingen, Kreis Sigmaringen statt. Die systematische Erforschung und Bestimmung der Heuneburg als „Fürstensitz“ begann erst in den 1950er Jahren. Erst nach dem Krieg eröffnete die Weiterentwicklung der Grabungstechnik und die naturwissenschaftliche Analyse der Funde neue Genauigkeiten in der Bestimmung des Materials und der zeitlichen Datierung der Funde.

## Sammlung und Präsentation
Die Schausammlung Wahre Schätze – Kelten ist seit Mai 2016 neu konzipiert und stellt eine moderne Präsentation der frühen keltischen Zeit dar. Da die frühkeltische Gesellschaft der Hallstattkultur keine schriftlichen Überlieferungen aufweist, kann man sie nur anhand der archäologischen Befunde fassen und sich deswegen deren Aufbau nur vage vorstellen. Diese archäologischen Befunde sind in beeindruckender und anschaulicher Weise dargestellt.

### Aufbau der frühkeltischen Gesellschaft

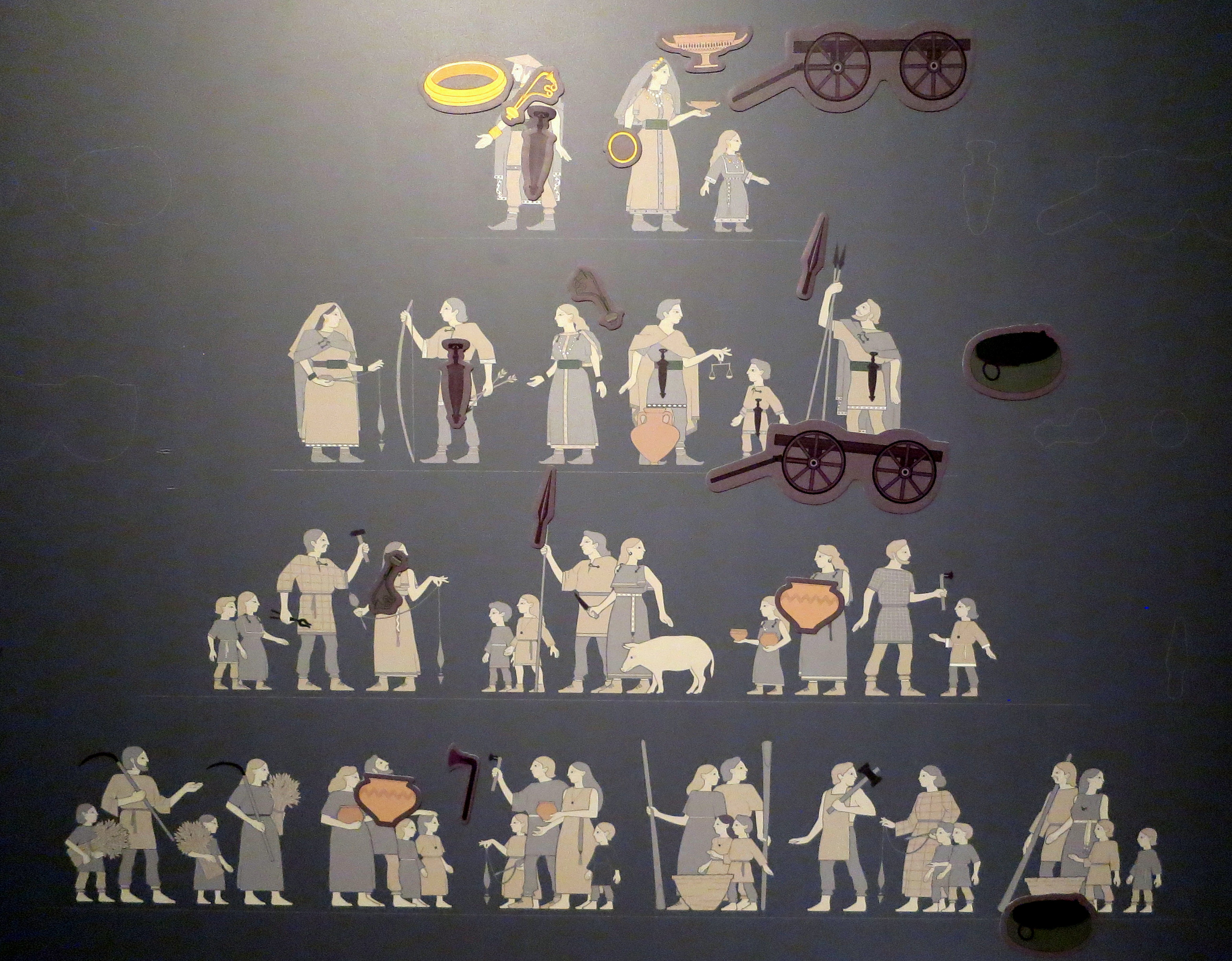
Aufbau der frühkeltischen Gesellschaft – unterschiedlich wertvolle Grabbeigaben!

Da die reichen Goldbeigaben der in rascher Folge aufgedeckten Prunkgräber auf eine überragende gesellschaftliche Stellung der Bestatteten hinwiesen, sahen die Pioniere der Archäologie in ihnen „Fürsten“. Dieser Begriff führt aber in die Irre, weil er in einem ganz anderen historischen Zusammenhang verwendet wird. Es handelte sich wohl um Repräsentanten der wohlhabendsten und mächtigsten Familien, der Eliten, die über Generationen hinweg diese Stellung aufgebaut hatten.
Es gibt Hügelgräber, die als Grabmonumente mit enormem Aufwand errichtet wurden. Diesen stehen einfacher ausgestattete Körpergräber gegenüber. Wieder andere Tote wurden verbrannt und sogar völlig ohne Beigaben beigesetzt. Diese vielfache Abstufung deutet auf eine stark gegliederte Gesellschaft hin, deren Spitze die Verstorbenen in den früher sogenannten „Fürstengräbern“ repräsentieren. Man kann sie wohl besser als „Prunkgräber der Elite“ bezeichnen, in denen viel Gold sowie kostbare Geräte und Gebrauchsgegenstände als Beigaben gefunden wurden.
Diese reiche und mächtige Elite saß wohl in den Zentralorten, den sogenannten „Fürstensitzen“. In der Nähe oder Umgebung dieser oft gut befestigten Orte befinden sich auch die Grabhügel der prunkvollen Elitegräber. Die wichtigsten Funde aus diesen württembergischen Prunkgräbern sind in der Ausstellung zu sehen.

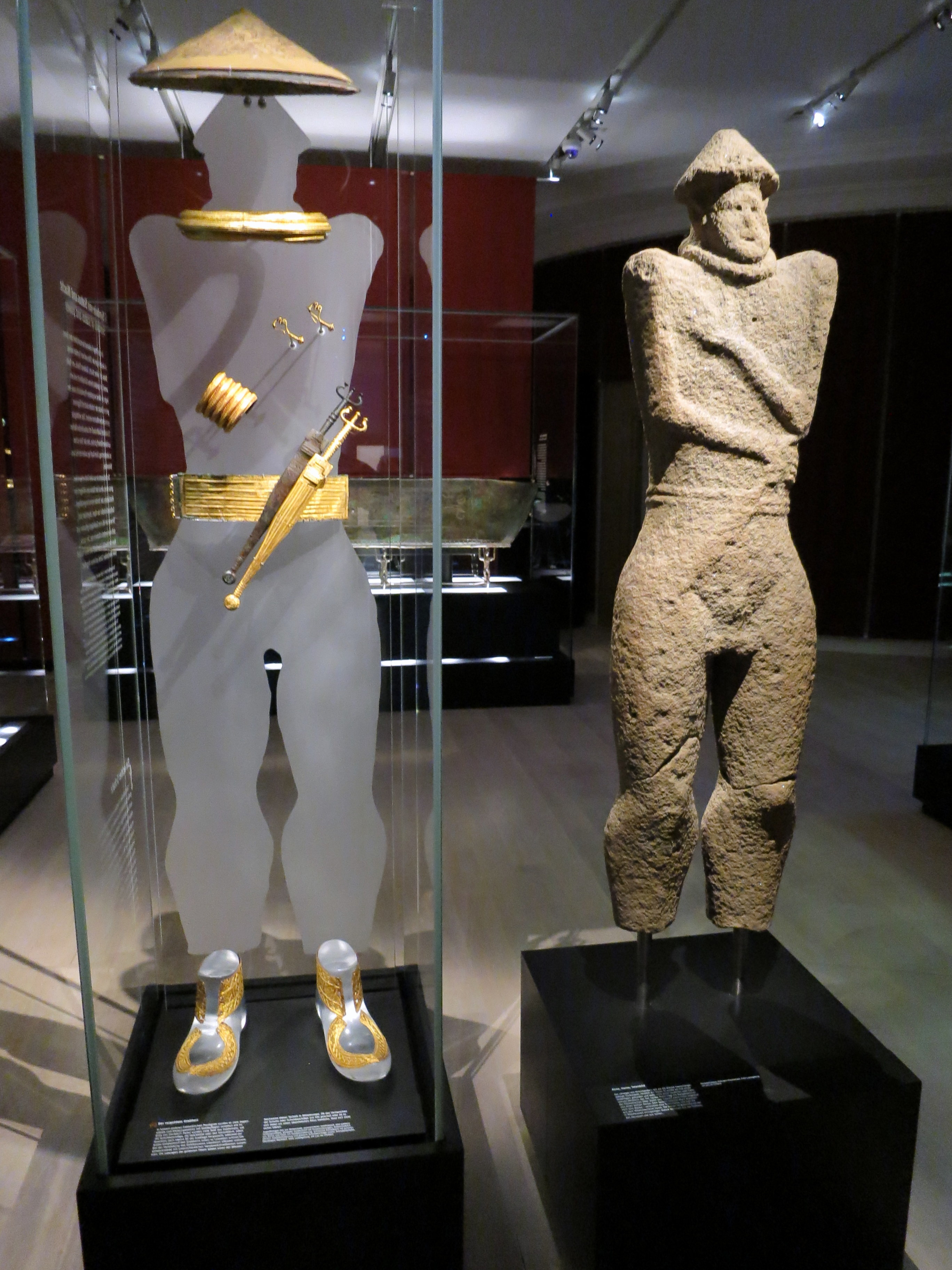
Der „Krieger von Hirschlanden“ mit typischen Rangabzeichen der frühkeltischen Elite – die Figur daneben illustriert sie

### Frühkeltische Machtzentren – sogenannte „Fürstensitze“
In Württemberg gibt es drei solcher Machtzentren: Der Hohenasperg bei Ludwigsburg, der Ipf am Rande des Nördlinger Rieses und die Heuneburg an der oberen Donau. Diese ist in der Ausstellung genauer dargestellt.
Es ist denkbar, dass die Heuneburg die vom griechischen Geschichtsschreiber Herodot genannte Stadt Pyrene ist. Jedenfalls zeigen die Darstellungen in der Ausstellung die eindrucksvollen Befestigungswerke, die Ausdruck der Macht und des Prestiges der hier herrschenden Elite und ihrer Familien waren.

### Präsentierte Funde aus Prunkgräbern der keltischen Elite
In ungefähr historisch richtiger zeitlicher Folge werden die Funde aus den württembergischen Elitegräbern präsentiert.

#### Der Schwertträger von Gomadingen
Diese Funde stammen aus einem Grab des 7. Jahrhunderts v. Chr., Der goldplattierte Griff des beigegebenen Hiebschwerts (= Statursymbol) und ein Service aus neun reich verzierten Gefäßen zeigen den Anfang der Entwicklung zum Prunkgrab.

#### Das Prunkgrab von Inzigkofen-Vilsingen
Die wenigen Reste dieser Bestattung lassen es als eines der ersten frühkeltischen Prunkgräber erscheinen. Es weist schon eine komplette Gefäßausstattung für ein Gelage auf, unter anderem eine Bronzekanne, die schon lange Zeit im Gebrauch gewesen war.

#### Das Prunkgrab von Hochdorf

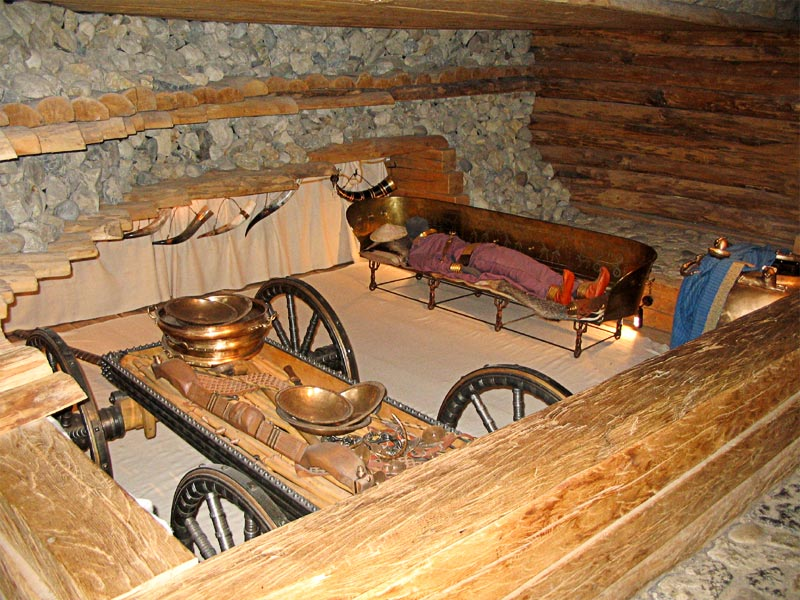
Nachbildung der Grabkammer

Die Entdeckung dieses Grabs im Jahr 1978/79 war einzigartig, weil man zum ersten Male ein frühkeltisches Elitegrab vollständig untersuchen konnte. Der außerordentlich gute Erhaltungszustand der Grabkammer und der Funde erlaubten Einblicke in die Welt der frühen Kelten, die zuvor nicht möglich waren.
Im Keltenmuseum Hochdorf wird die Grabkammer in einer Nachbildung gezeigt.
Einzigartig ist bis heute das große Bronzesofa, das dem Bestatteten als Totenliege diente. Es wird von acht Frauenfigürchen getragen, die auf Rädchen stehen. Auch der gut erhaltene Prunkwagen ist ein Höhepunkt des frühkeltischen Wagner- und Schmiedehandwerks. Der Bronzekessel ist ebenfalls sehr eindrucksvoll; er ist aus Altteilen, die teilweise von etruskischen Handwerkern hergestellt wurden, zusammengesetzt und hatte wohl schon eine bewegte Geschichte hinter sich, als man ihn im Grab neben dem Sofa platzierte. Weiterhin wurden ein Trink- und Speiseservice für neun Personen gefunden und viele persönliche Ausstattungsstücke des Bestatteten. Dieses Prunkgrab in seiner Vielfalt und mit seinen differenzierten Aussagen über die keltische Elite stellt einen der Höhepunkte der Keltensammlung dar.

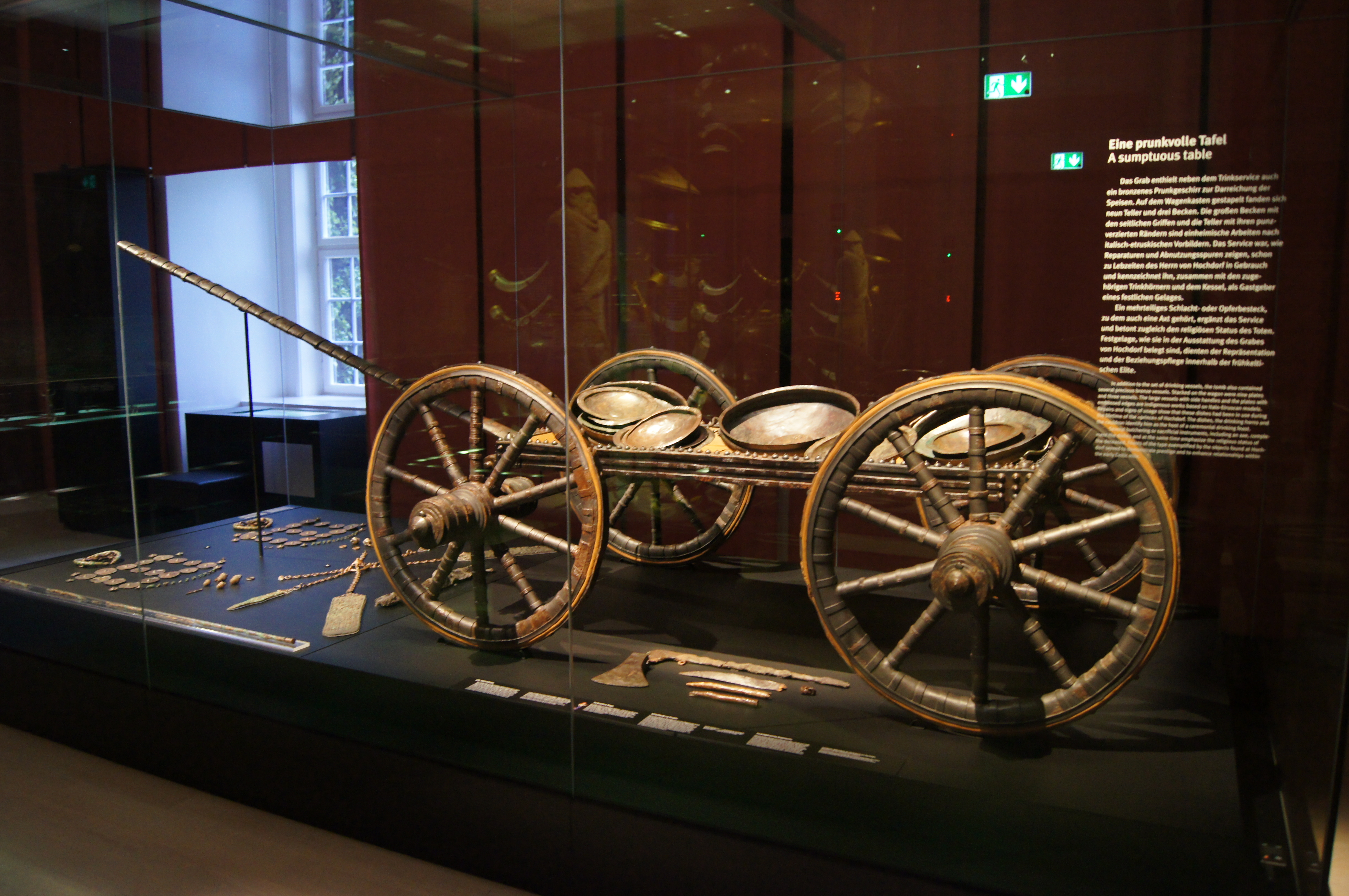
Der Wagen von Hochdorf

#### Die Prunkgräber von Stuttgart-Bad Cannstatt
In den Jahren 1934 und 1937 wurden jenseits des Neckars, 12 km von Hohenasperg entfernt, zwei frühkeltische „Fürstengräber“ entdeckt. Sie zeigen mit den Goldfunden die typischen Ausstattungsmerkmale der keltischen Elite.

#### Der Römerhügel von Ludwigsburg
Schon 1877 stieß man am Südrand von Ludwigsburg beim Einbau eines Wasserbehälters in den Römerhügel auf ein überaus reiches frühkeltisches Prunkgrab. Das Nebengrab im gleichen  Römerhügel entspricht in vielen Details dem Ensemble aus dem Elitegrab von Hochdorf. Die große Ähnlichkeit der Ausstattungsgegenstände legt eine zeitliche Nähe zur Hochdorfer Bestattung nahe.

#### Der Grafenbühl beim Hohenasperg

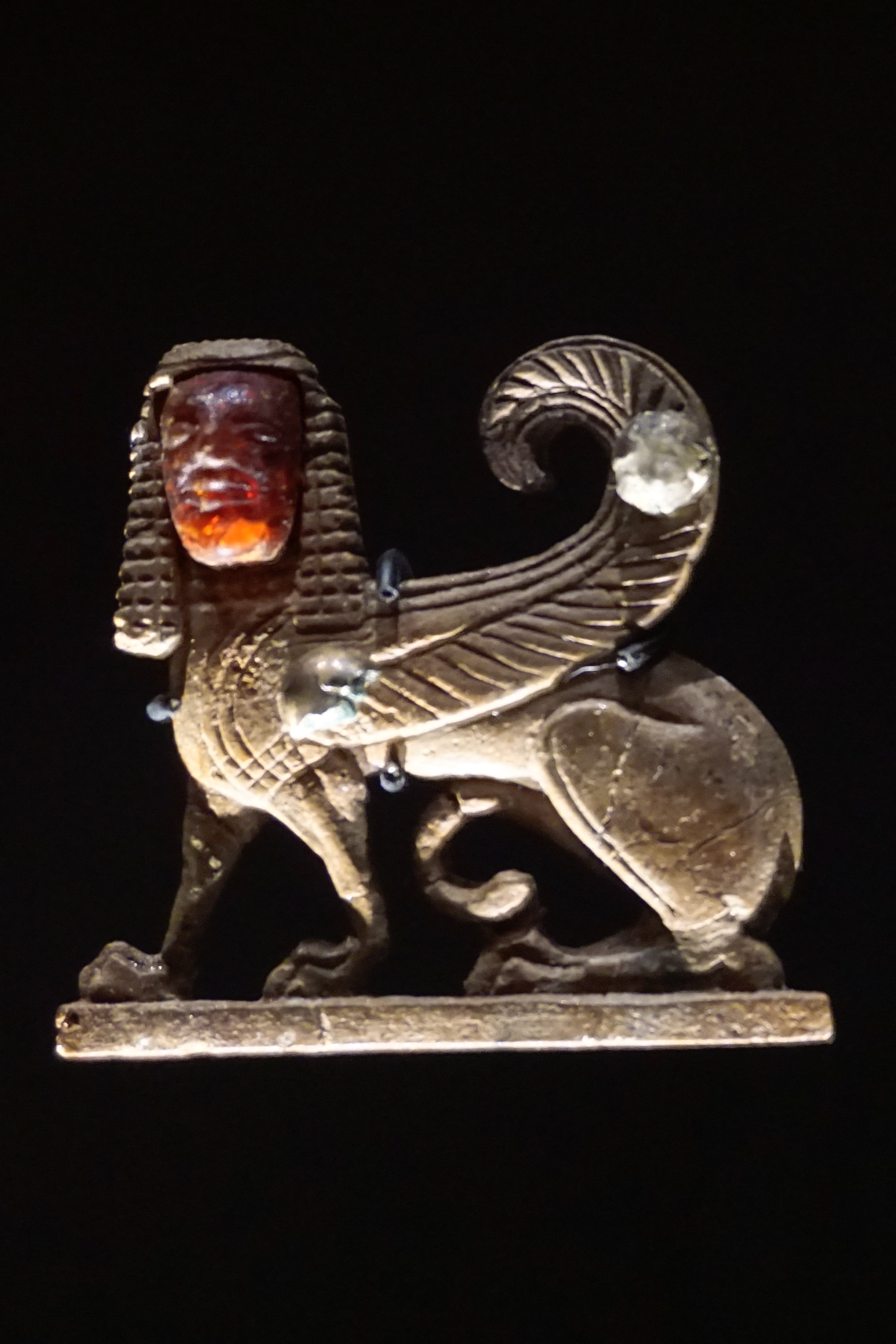
Sphinx aus Tarent

Der 650 Meter südöstlich des Hohenasperg gelegene Grafenbühl wurde in den Jahren 1964/65 untersucht. Die Grabkammer war aber bereits in der Antike fast vollständig geplündert worden. Jedoch zeigen die spärlichen Reste, dass der Hügel einst eines der prunkvollsten frühkeltischen Gräber Süddeutschlands barg. Es war noch kostbarer ausgestattet als das Hochdorfer Grab. Fragmente mediterraner Möbelstücke in Gestalt von Einlagen und Intarsien aus Elfenbein, Bernstein und Knochen, sowie reiches, zum Teil importiertes Trinkservice, Reste eines vierrädrigen eisenbeschlagenen Wagens und goldverzierte Fibeln und Gürtelschnallen zeugen vom Reichtum des Bestatteten.
Zu den bedeutendsten Stücken gehören zwei kleine Sphingen aus Hirschhorn und Elfenbein mit Bernsteingesichtern, die 600 v. Chr. in Tarent gefertigt wurden und einst ein Kästchen oder ein Möbelstück zierten.

#### Das „Fürstengrab“ des Kleinaspergle
Zeichen eines neuen Stils und einer neuen Zeit
Schon im Jahre 1879 grub Oscar Fraas in bergmännischer Weise das Zentralgrab Kleinaspergle aus, das völlig beraubt war. Aber in einer Nebenkammer wurde ein intaktes, reich ausgestattetes Prunkgrab aus der zweiten Hälfte des 5. Jahrhunderts vor Chr., der Frühlatènezeit, entdeckt. Die Ornamente zeigen schon den eigenständig weiterentwickelten Stil der neuen Epoche. Dieses Grab markiert den Übergang zum frühen Latènestil. Nur ein Beispiel ist die goldplattierte Zierscheibe, die entweder auf Leder oder auf Stoff angebracht war, und ein reiches Dekor aufweist und mittels eines Zirkels konstruiert wurde.

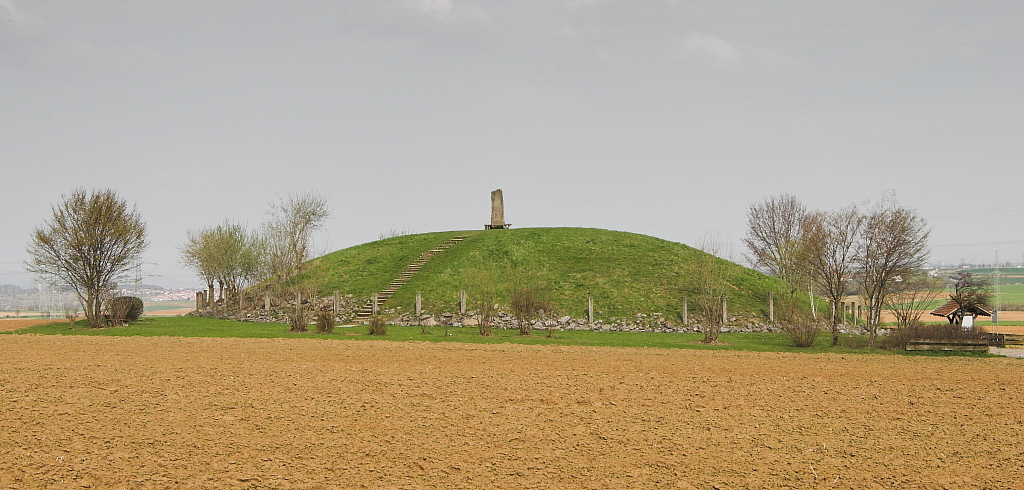
Der rekonstruierte Grabhügel von Hochdorf
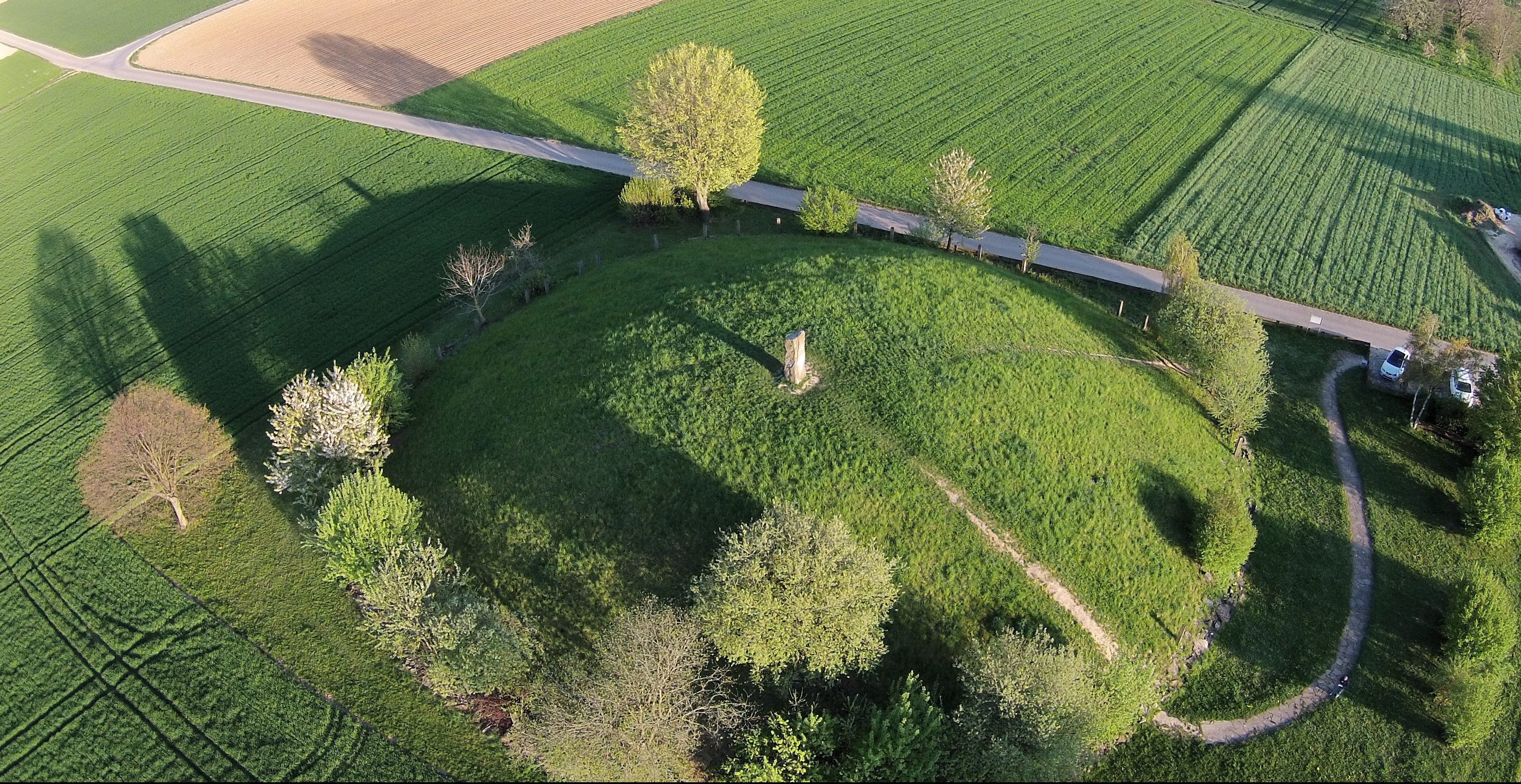
Luftaufnahme des Grabhügels von Hochdorf
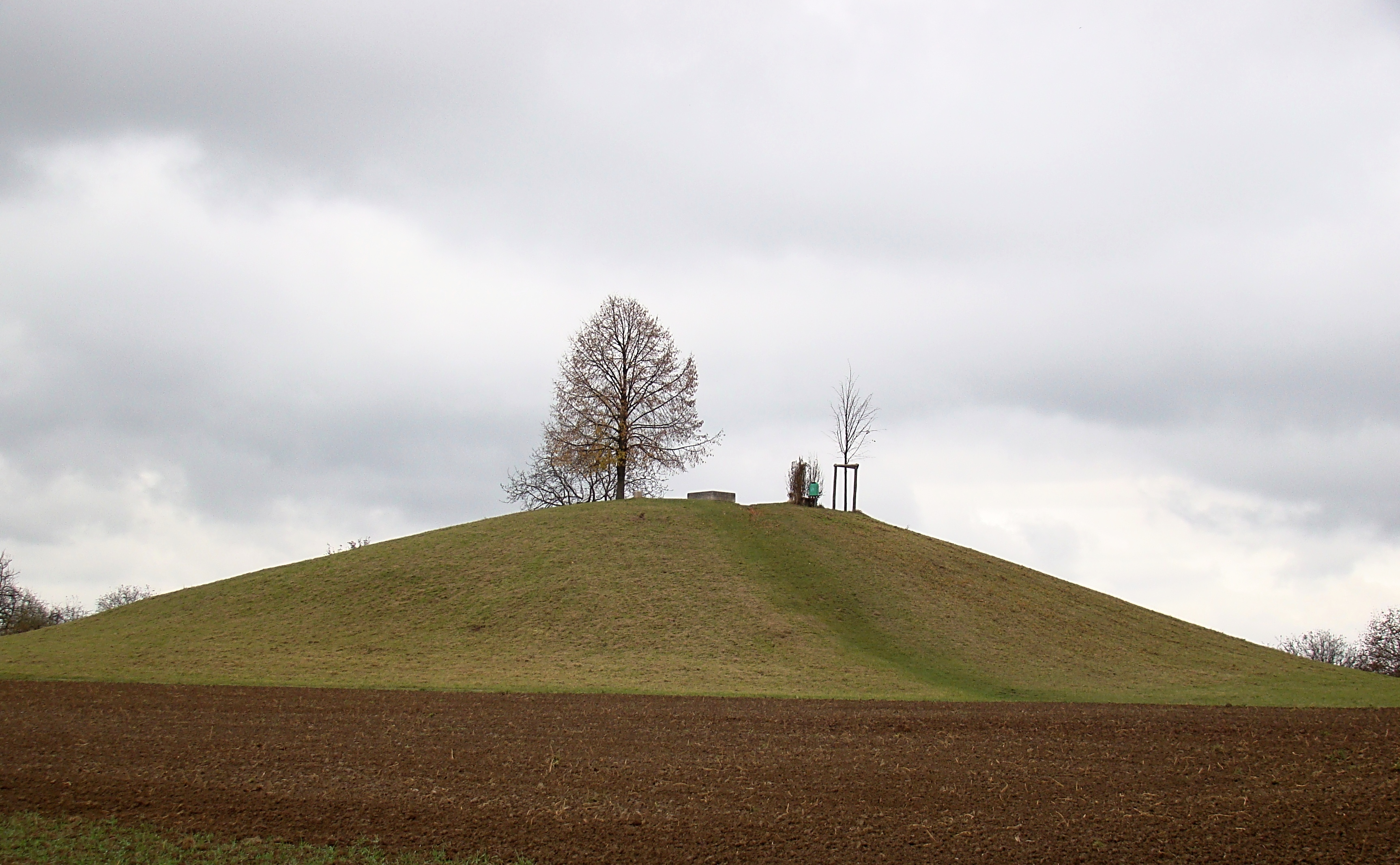
Das Kleinaspergle, ein Elitegrab der Latènezeit
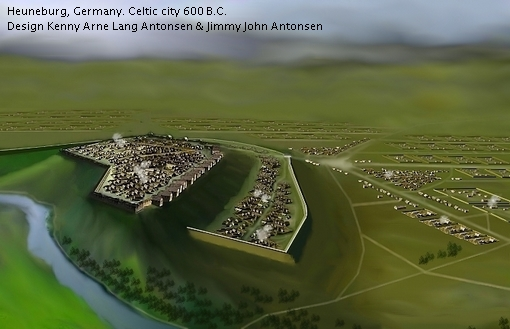
Die Heuneburg, ein befestigter Sitz der keltischen Elite
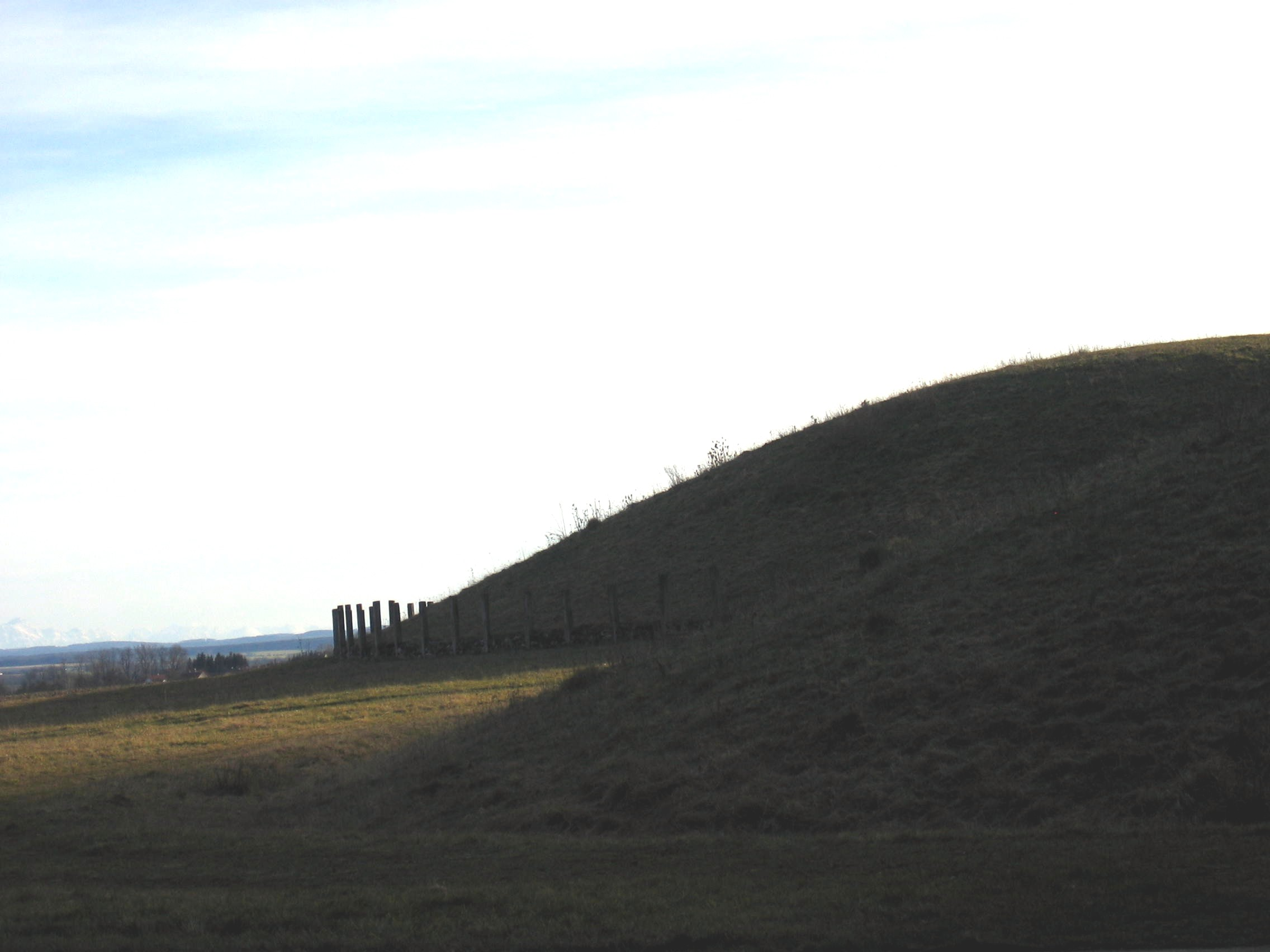
Heuneburg, Elitegräber (sog. „Fürstengräber“)
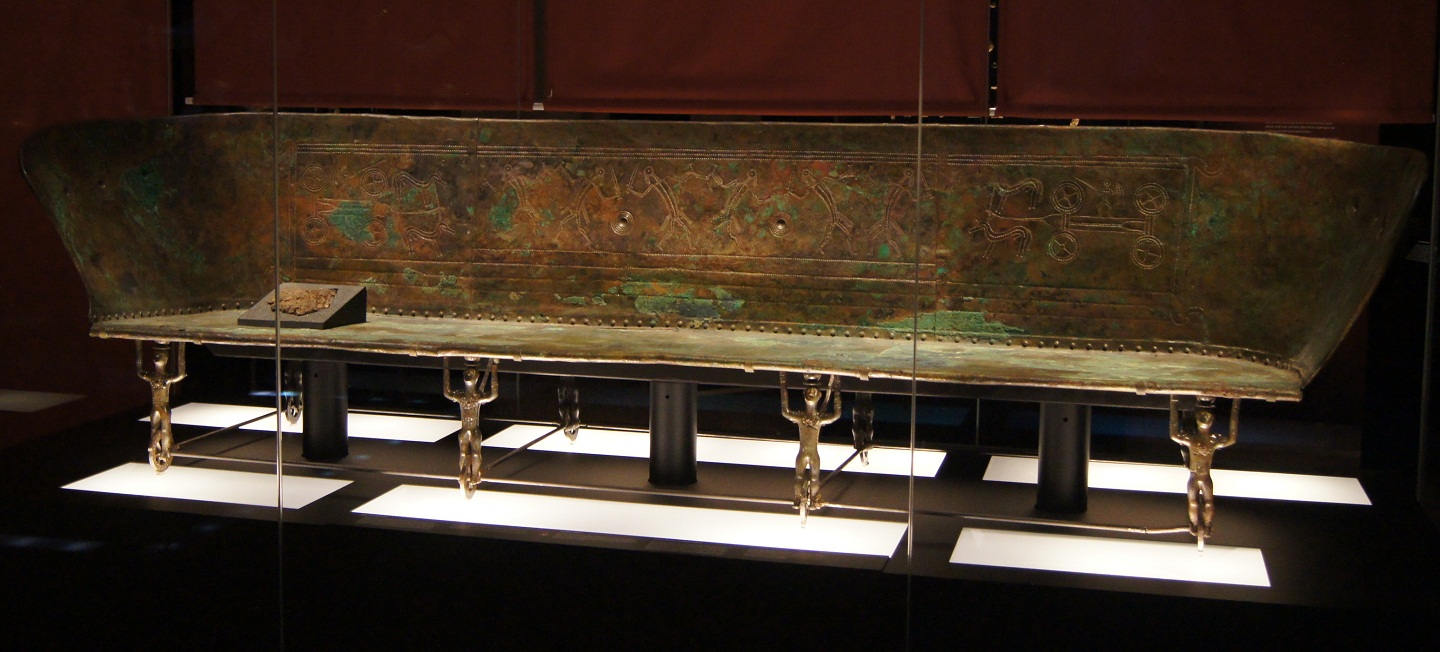
Die Totenliege im Prunkgrab von Hochdorf
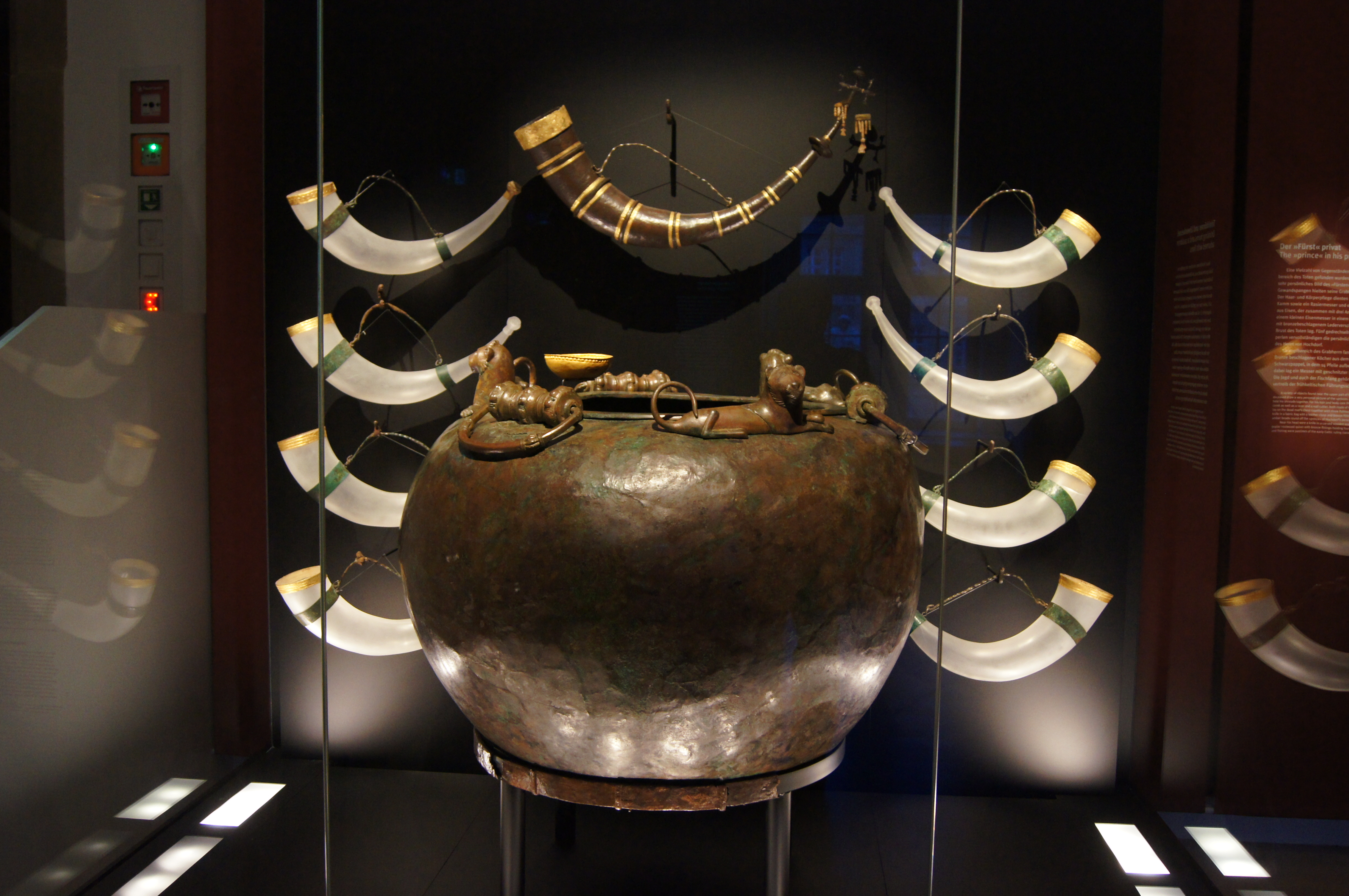
Bronzekessel aus Hochdorf